# NGC 2407
NGC 2407 è una lontana galassia lenticolare situata nella costellazione dei Gemelli, a una distanza di circa 413 milioni di anni luce dalla nostra Via Lattea.

## Scoperta
La galassia è stata scoperta il 7 febbraio 1885 dall'astronomo francese Édouard Stephan.